# Till Klimpke
Till Klimpke (Gießen, 1 de abril de 1998) es un jugador de balonmano alemán que juega de portero en el HSG Wetzlar. Es internacional con la selección de balonmano de Alemania.
Su primer gran campeonato con la selección fue el Campeonato Europeo de Balonmano Masculino de 2022.

## Clubes
| Club        | País     | Año         |
| ----------- | -------- | ----------- |
| HSG Wetzlar | Alemania | 2017 - Act. |